# Баженово (Тарский район)
Баженово — село в Тарском районе Омской области России. Входит в состав Мартюшевского сельского поселения.

## История
Основано в 1826 г. В 1928 г. состояло из 119 хозяйств, основное население — русские. Центр Баженовского сельсовета Екатерининского района Тарского округа Сибирского края.

## Население
| 1926 | 2002 | 2010 |
| ---- | ---- | ---- |
| 522  | ↘313 | ↘286 |